# Michael Lipton
Michael Lipton (Londra, 13 febbraio 1937 – 1º aprile 2023) è stato un economista e compositore di scacchi inglese.
Ha svolto gran parte della carriera accademica all'Università del Sussex, dove è stato professore di Economia dello sviluppo presso la Poverty Research Unit. In precedenza è stato professore per oltre 25 anni nell' Institute of Development Studies dell'università (1967-1994). È stato anche Fellow del All Souls College di Oxford dal 1961 al 1968 e dal 1982 al 1984, e direttore del Food Consumption and Nutrition Program dell'International Food Policy Research Institute.
Come consulente Senior della Banca Mondiale ha condotto uno studio sull'impatto delle attività della Banca Mondiale sulla povertà nel mondo.
Nel 1994 ha fondato presso l'Università del Sussex la Poverty Research Unit, che ha svolto importanti ricerche sulle cause della povertà nel mondo per conto delle Nazioni Unite, della Banca Mondiale e della Asian Development Bank. Ha condotto studi sul campo prima in India (otto mesi nel villaggio di Kazathe presso Satara, nel Maharashtra), poi in Bangladesh, Botswana, Sierra Leone, Sri Lanka e Sudafrica.
Membro della British Academy dal 2006, ha ricevuto numerosi premi per l'economia, tra cui il Premio Leontief (2012, condiviso), il Jenkyns Prize e il George Webb Medley Prize.

## Compositore di scacchi
Il Prof. Michael Lipton è stato anche un eminente compositore di problemi di scacchi. Ha pubblicato oltre 400 lavori, la maggior parte di matto in due mosse, vincendo numerosi premi in concorsi internazionali.
Nel 1976 la PCCC gli ha riconosciuto il titolo di Maestro Internazionale della composizione. È stato presidente della British Chess Problem Society dal 2000 al 2002.
Ha scritto diversi libri sui problemi di scacchi, tra cui:
- Chess Problems: Introduction to an Art  (con John M. Rice e Robin Matthews), Faber, Londra 1963 (II ed. 2002)
- The two-move Chess Problem: tradition and development  (con Barry Barnes) , Faber, Londra 1966

Due suoi problemi:
|   | a | b | c | d | e | f | g | h |   |
| 8 | d8 re del bianco · b7 pedone del nero · f7 donna del bianco · h7 pedone del bianco · b6 cavallo del nero · f6 pedone del nero · a5 torre del bianco · b5 alfiere del bianco · d5 alfiere del nero · f5 re del nero · h5 cavallo del bianco · h4 pedone del bianco · b3 pedone del nero · f3 pedone del bianco · b2 alfiere del nero · d2 torre del nero · f2 pedone del bianco · e1 torre del bianco | d8 re del bianco · b7 pedone del nero · f7 donna del bianco · h7 pedone del bianco · b6 cavallo del nero · f6 pedone del nero · a5 torre del bianco · b5 alfiere del bianco · d5 alfiere del nero · f5 re del nero · h5 cavallo del bianco · h4 pedone del bianco · b3 pedone del nero · f3 pedone del bianco · b2 alfiere del nero · d2 torre del nero · f2 pedone del bianco · e1 torre del bianco | d8 re del bianco · b7 pedone del nero · f7 donna del bianco · h7 pedone del bianco · b6 cavallo del nero · f6 pedone del nero · a5 torre del bianco · b5 alfiere del bianco · d5 alfiere del nero · f5 re del nero · h5 cavallo del bianco · h4 pedone del bianco · b3 pedone del nero · f3 pedone del bianco · b2 alfiere del nero · d2 torre del nero · f2 pedone del bianco · e1 torre del bianco | d8 re del bianco · b7 pedone del nero · f7 donna del bianco · h7 pedone del bianco · b6 cavallo del nero · f6 pedone del nero · a5 torre del bianco · b5 alfiere del bianco · d5 alfiere del nero · f5 re del nero · h5 cavallo del bianco · h4 pedone del bianco · b3 pedone del nero · f3 pedone del bianco · b2 alfiere del nero · d2 torre del nero · f2 pedone del bianco · e1 torre del bianco | d8 re del bianco · b7 pedone del nero · f7 donna del bianco · h7 pedone del bianco · b6 cavallo del nero · f6 pedone del nero · a5 torre del bianco · b5 alfiere del bianco · d5 alfiere del nero · f5 re del nero · h5 cavallo del bianco · h4 pedone del bianco · b3 pedone del nero · f3 pedone del bianco · b2 alfiere del nero · d2 torre del nero · f2 pedone del bianco · e1 torre del bianco | d8 re del bianco · b7 pedone del nero · f7 donna del bianco · h7 pedone del bianco · b6 cavallo del nero · f6 pedone del nero · a5 torre del bianco · b5 alfiere del bianco · d5 alfiere del nero · f5 re del nero · h5 cavallo del bianco · h4 pedone del bianco · b3 pedone del nero · f3 pedone del bianco · b2 alfiere del nero · d2 torre del nero · f2 pedone del bianco · e1 torre del bianco | d8 re del bianco · b7 pedone del nero · f7 donna del bianco · h7 pedone del bianco · b6 cavallo del nero · f6 pedone del nero · a5 torre del bianco · b5 alfiere del bianco · d5 alfiere del nero · f5 re del nero · h5 cavallo del bianco · h4 pedone del bianco · b3 pedone del nero · f3 pedone del bianco · b2 alfiere del nero · d2 torre del nero · f2 pedone del bianco · e1 torre del bianco | d8 re del bianco · b7 pedone del nero · f7 donna del bianco · h7 pedone del bianco · b6 cavallo del nero · f6 pedone del nero · a5 torre del bianco · b5 alfiere del bianco · d5 alfiere del nero · f5 re del nero · h5 cavallo del bianco · h4 pedone del bianco · b3 pedone del nero · f3 pedone del bianco · b2 alfiere del nero · d2 torre del nero · f2 pedone del bianco · e1 torre del bianco | 8 |
| 7 | d8 re del bianco · b7 pedone del nero · f7 donna del bianco · h7 pedone del bianco · b6 cavallo del nero · f6 pedone del nero · a5 torre del bianco · b5 alfiere del bianco · d5 alfiere del nero · f5 re del nero · h5 cavallo del bianco · h4 pedone del bianco · b3 pedone del nero · f3 pedone del bianco · b2 alfiere del nero · d2 torre del nero · f2 pedone del bianco · e1 torre del bianco | d8 re del bianco · b7 pedone del nero · f7 donna del bianco · h7 pedone del bianco · b6 cavallo del nero · f6 pedone del nero · a5 torre del bianco · b5 alfiere del bianco · d5 alfiere del nero · f5 re del nero · h5 cavallo del bianco · h4 pedone del bianco · b3 pedone del nero · f3 pedone del bianco · b2 alfiere del nero · d2 torre del nero · f2 pedone del bianco · e1 torre del bianco | d8 re del bianco · b7 pedone del nero · f7 donna del bianco · h7 pedone del bianco · b6 cavallo del nero · f6 pedone del nero · a5 torre del bianco · b5 alfiere del bianco · d5 alfiere del nero · f5 re del nero · h5 cavallo del bianco · h4 pedone del bianco · b3 pedone del nero · f3 pedone del bianco · b2 alfiere del nero · d2 torre del nero · f2 pedone del bianco · e1 torre del bianco | d8 re del bianco · b7 pedone del nero · f7 donna del bianco · h7 pedone del bianco · b6 cavallo del nero · f6 pedone del nero · a5 torre del bianco · b5 alfiere del bianco · d5 alfiere del nero · f5 re del nero · h5 cavallo del bianco · h4 pedone del bianco · b3 pedone del nero · f3 pedone del bianco · b2 alfiere del nero · d2 torre del nero · f2 pedone del bianco · e1 torre del bianco | d8 re del bianco · b7 pedone del nero · f7 donna del bianco · h7 pedone del bianco · b6 cavallo del nero · f6 pedone del nero · a5 torre del bianco · b5 alfiere del bianco · d5 alfiere del nero · f5 re del nero · h5 cavallo del bianco · h4 pedone del bianco · b3 pedone del nero · f3 pedone del bianco · b2 alfiere del nero · d2 torre del nero · f2 pedone del bianco · e1 torre del bianco | d8 re del bianco · b7 pedone del nero · f7 donna del bianco · h7 pedone del bianco · b6 cavallo del nero · f6 pedone del nero · a5 torre del bianco · b5 alfiere del bianco · d5 alfiere del nero · f5 re del nero · h5 cavallo del bianco · h4 pedone del bianco · b3 pedone del nero · f3 pedone del bianco · b2 alfiere del nero · d2 torre del nero · f2 pedone del bianco · e1 torre del bianco | d8 re del bianco · b7 pedone del nero · f7 donna del bianco · h7 pedone del bianco · b6 cavallo del nero · f6 pedone del nero · a5 torre del bianco · b5 alfiere del bianco · d5 alfiere del nero · f5 re del nero · h5 cavallo del bianco · h4 pedone del bianco · b3 pedone del nero · f3 pedone del bianco · b2 alfiere del nero · d2 torre del nero · f2 pedone del bianco · e1 torre del bianco | d8 re del bianco · b7 pedone del nero · f7 donna del bianco · h7 pedone del bianco · b6 cavallo del nero · f6 pedone del nero · a5 torre del bianco · b5 alfiere del bianco · d5 alfiere del nero · f5 re del nero · h5 cavallo del bianco · h4 pedone del bianco · b3 pedone del nero · f3 pedone del bianco · b2 alfiere del nero · d2 torre del nero · f2 pedone del bianco · e1 torre del bianco | 7 |
| 6 | d8 re del bianco · b7 pedone del nero · f7 donna del bianco · h7 pedone del bianco · b6 cavallo del nero · f6 pedone del nero · a5 torre del bianco · b5 alfiere del bianco · d5 alfiere del nero · f5 re del nero · h5 cavallo del bianco · h4 pedone del bianco · b3 pedone del nero · f3 pedone del bianco · b2 alfiere del nero · d2 torre del nero · f2 pedone del bianco · e1 torre del bianco | d8 re del bianco · b7 pedone del nero · f7 donna del bianco · h7 pedone del bianco · b6 cavallo del nero · f6 pedone del nero · a5 torre del bianco · b5 alfiere del bianco · d5 alfiere del nero · f5 re del nero · h5 cavallo del bianco · h4 pedone del bianco · b3 pedone del nero · f3 pedone del bianco · b2 alfiere del nero · d2 torre del nero · f2 pedone del bianco · e1 torre del bianco | d8 re del bianco · b7 pedone del nero · f7 donna del bianco · h7 pedone del bianco · b6 cavallo del nero · f6 pedone del nero · a5 torre del bianco · b5 alfiere del bianco · d5 alfiere del nero · f5 re del nero · h5 cavallo del bianco · h4 pedone del bianco · b3 pedone del nero · f3 pedone del bianco · b2 alfiere del nero · d2 torre del nero · f2 pedone del bianco · e1 torre del bianco | d8 re del bianco · b7 pedone del nero · f7 donna del bianco · h7 pedone del bianco · b6 cavallo del nero · f6 pedone del nero · a5 torre del bianco · b5 alfiere del bianco · d5 alfiere del nero · f5 re del nero · h5 cavallo del bianco · h4 pedone del bianco · b3 pedone del nero · f3 pedone del bianco · b2 alfiere del nero · d2 torre del nero · f2 pedone del bianco · e1 torre del bianco | d8 re del bianco · b7 pedone del nero · f7 donna del bianco · h7 pedone del bianco · b6 cavallo del nero · f6 pedone del nero · a5 torre del bianco · b5 alfiere del bianco · d5 alfiere del nero · f5 re del nero · h5 cavallo del bianco · h4 pedone del bianco · b3 pedone del nero · f3 pedone del bianco · b2 alfiere del nero · d2 torre del nero · f2 pedone del bianco · e1 torre del bianco | d8 re del bianco · b7 pedone del nero · f7 donna del bianco · h7 pedone del bianco · b6 cavallo del nero · f6 pedone del nero · a5 torre del bianco · b5 alfiere del bianco · d5 alfiere del nero · f5 re del nero · h5 cavallo del bianco · h4 pedone del bianco · b3 pedone del nero · f3 pedone del bianco · b2 alfiere del nero · d2 torre del nero · f2 pedone del bianco · e1 torre del bianco | d8 re del bianco · b7 pedone del nero · f7 donna del bianco · h7 pedone del bianco · b6 cavallo del nero · f6 pedone del nero · a5 torre del bianco · b5 alfiere del bianco · d5 alfiere del nero · f5 re del nero · h5 cavallo del bianco · h4 pedone del bianco · b3 pedone del nero · f3 pedone del bianco · b2 alfiere del nero · d2 torre del nero · f2 pedone del bianco · e1 torre del bianco | d8 re del bianco · b7 pedone del nero · f7 donna del bianco · h7 pedone del bianco · b6 cavallo del nero · f6 pedone del nero · a5 torre del bianco · b5 alfiere del bianco · d5 alfiere del nero · f5 re del nero · h5 cavallo del bianco · h4 pedone del bianco · b3 pedone del nero · f3 pedone del bianco · b2 alfiere del nero · d2 torre del nero · f2 pedone del bianco · e1 torre del bianco | 6 |
| 5 | d8 re del bianco · b7 pedone del nero · f7 donna del bianco · h7 pedone del bianco · b6 cavallo del nero · f6 pedone del nero · a5 torre del bianco · b5 alfiere del bianco · d5 alfiere del nero · f5 re del nero · h5 cavallo del bianco · h4 pedone del bianco · b3 pedone del nero · f3 pedone del bianco · b2 alfiere del nero · d2 torre del nero · f2 pedone del bianco · e1 torre del bianco | d8 re del bianco · b7 pedone del nero · f7 donna del bianco · h7 pedone del bianco · b6 cavallo del nero · f6 pedone del nero · a5 torre del bianco · b5 alfiere del bianco · d5 alfiere del nero · f5 re del nero · h5 cavallo del bianco · h4 pedone del bianco · b3 pedone del nero · f3 pedone del bianco · b2 alfiere del nero · d2 torre del nero · f2 pedone del bianco · e1 torre del bianco | d8 re del bianco · b7 pedone del nero · f7 donna del bianco · h7 pedone del bianco · b6 cavallo del nero · f6 pedone del nero · a5 torre del bianco · b5 alfiere del bianco · d5 alfiere del nero · f5 re del nero · h5 cavallo del bianco · h4 pedone del bianco · b3 pedone del nero · f3 pedone del bianco · b2 alfiere del nero · d2 torre del nero · f2 pedone del bianco · e1 torre del bianco | d8 re del bianco · b7 pedone del nero · f7 donna del bianco · h7 pedone del bianco · b6 cavallo del nero · f6 pedone del nero · a5 torre del bianco · b5 alfiere del bianco · d5 alfiere del nero · f5 re del nero · h5 cavallo del bianco · h4 pedone del bianco · b3 pedone del nero · f3 pedone del bianco · b2 alfiere del nero · d2 torre del nero · f2 pedone del bianco · e1 torre del bianco | d8 re del bianco · b7 pedone del nero · f7 donna del bianco · h7 pedone del bianco · b6 cavallo del nero · f6 pedone del nero · a5 torre del bianco · b5 alfiere del bianco · d5 alfiere del nero · f5 re del nero · h5 cavallo del bianco · h4 pedone del bianco · b3 pedone del nero · f3 pedone del bianco · b2 alfiere del nero · d2 torre del nero · f2 pedone del bianco · e1 torre del bianco | d8 re del bianco · b7 pedone del nero · f7 donna del bianco · h7 pedone del bianco · b6 cavallo del nero · f6 pedone del nero · a5 torre del bianco · b5 alfiere del bianco · d5 alfiere del nero · f5 re del nero · h5 cavallo del bianco · h4 pedone del bianco · b3 pedone del nero · f3 pedone del bianco · b2 alfiere del nero · d2 torre del nero · f2 pedone del bianco · e1 torre del bianco | d8 re del bianco · b7 pedone del nero · f7 donna del bianco · h7 pedone del bianco · b6 cavallo del nero · f6 pedone del nero · a5 torre del bianco · b5 alfiere del bianco · d5 alfiere del nero · f5 re del nero · h5 cavallo del bianco · h4 pedone del bianco · b3 pedone del nero · f3 pedone del bianco · b2 alfiere del nero · d2 torre del nero · f2 pedone del bianco · e1 torre del bianco | d8 re del bianco · b7 pedone del nero · f7 donna del bianco · h7 pedone del bianco · b6 cavallo del nero · f6 pedone del nero · a5 torre del bianco · b5 alfiere del bianco · d5 alfiere del nero · f5 re del nero · h5 cavallo del bianco · h4 pedone del bianco · b3 pedone del nero · f3 pedone del bianco · b2 alfiere del nero · d2 torre del nero · f2 pedone del bianco · e1 torre del bianco | 5 |
| 4 | d8 re del bianco · b7 pedone del nero · f7 donna del bianco · h7 pedone del bianco · b6 cavallo del nero · f6 pedone del nero · a5 torre del bianco · b5 alfiere del bianco · d5 alfiere del nero · f5 re del nero · h5 cavallo del bianco · h4 pedone del bianco · b3 pedone del nero · f3 pedone del bianco · b2 alfiere del nero · d2 torre del nero · f2 pedone del bianco · e1 torre del bianco | d8 re del bianco · b7 pedone del nero · f7 donna del bianco · h7 pedone del bianco · b6 cavallo del nero · f6 pedone del nero · a5 torre del bianco · b5 alfiere del bianco · d5 alfiere del nero · f5 re del nero · h5 cavallo del bianco · h4 pedone del bianco · b3 pedone del nero · f3 pedone del bianco · b2 alfiere del nero · d2 torre del nero · f2 pedone del bianco · e1 torre del bianco | d8 re del bianco · b7 pedone del nero · f7 donna del bianco · h7 pedone del bianco · b6 cavallo del nero · f6 pedone del nero · a5 torre del bianco · b5 alfiere del bianco · d5 alfiere del nero · f5 re del nero · h5 cavallo del bianco · h4 pedone del bianco · b3 pedone del nero · f3 pedone del bianco · b2 alfiere del nero · d2 torre del nero · f2 pedone del bianco · e1 torre del bianco | d8 re del bianco · b7 pedone del nero · f7 donna del bianco · h7 pedone del bianco · b6 cavallo del nero · f6 pedone del nero · a5 torre del bianco · b5 alfiere del bianco · d5 alfiere del nero · f5 re del nero · h5 cavallo del bianco · h4 pedone del bianco · b3 pedone del nero · f3 pedone del bianco · b2 alfiere del nero · d2 torre del nero · f2 pedone del bianco · e1 torre del bianco | d8 re del bianco · b7 pedone del nero · f7 donna del bianco · h7 pedone del bianco · b6 cavallo del nero · f6 pedone del nero · a5 torre del bianco · b5 alfiere del bianco · d5 alfiere del nero · f5 re del nero · h5 cavallo del bianco · h4 pedone del bianco · b3 pedone del nero · f3 pedone del bianco · b2 alfiere del nero · d2 torre del nero · f2 pedone del bianco · e1 torre del bianco | d8 re del bianco · b7 pedone del nero · f7 donna del bianco · h7 pedone del bianco · b6 cavallo del nero · f6 pedone del nero · a5 torre del bianco · b5 alfiere del bianco · d5 alfiere del nero · f5 re del nero · h5 cavallo del bianco · h4 pedone del bianco · b3 pedone del nero · f3 pedone del bianco · b2 alfiere del nero · d2 torre del nero · f2 pedone del bianco · e1 torre del bianco | d8 re del bianco · b7 pedone del nero · f7 donna del bianco · h7 pedone del bianco · b6 cavallo del nero · f6 pedone del nero · a5 torre del bianco · b5 alfiere del bianco · d5 alfiere del nero · f5 re del nero · h5 cavallo del bianco · h4 pedone del bianco · b3 pedone del nero · f3 pedone del bianco · b2 alfiere del nero · d2 torre del nero · f2 pedone del bianco · e1 torre del bianco | d8 re del bianco · b7 pedone del nero · f7 donna del bianco · h7 pedone del bianco · b6 cavallo del nero · f6 pedone del nero · a5 torre del bianco · b5 alfiere del bianco · d5 alfiere del nero · f5 re del nero · h5 cavallo del bianco · h4 pedone del bianco · b3 pedone del nero · f3 pedone del bianco · b2 alfiere del nero · d2 torre del nero · f2 pedone del bianco · e1 torre del bianco | 4 |
| 3 | d8 re del bianco · b7 pedone del nero · f7 donna del bianco · h7 pedone del bianco · b6 cavallo del nero · f6 pedone del nero · a5 torre del bianco · b5 alfiere del bianco · d5 alfiere del nero · f5 re del nero · h5 cavallo del bianco · h4 pedone del bianco · b3 pedone del nero · f3 pedone del bianco · b2 alfiere del nero · d2 torre del nero · f2 pedone del bianco · e1 torre del bianco | d8 re del bianco · b7 pedone del nero · f7 donna del bianco · h7 pedone del bianco · b6 cavallo del nero · f6 pedone del nero · a5 torre del bianco · b5 alfiere del bianco · d5 alfiere del nero · f5 re del nero · h5 cavallo del bianco · h4 pedone del bianco · b3 pedone del nero · f3 pedone del bianco · b2 alfiere del nero · d2 torre del nero · f2 pedone del bianco · e1 torre del bianco | d8 re del bianco · b7 pedone del nero · f7 donna del bianco · h7 pedone del bianco · b6 cavallo del nero · f6 pedone del nero · a5 torre del bianco · b5 alfiere del bianco · d5 alfiere del nero · f5 re del nero · h5 cavallo del bianco · h4 pedone del bianco · b3 pedone del nero · f3 pedone del bianco · b2 alfiere del nero · d2 torre del nero · f2 pedone del bianco · e1 torre del bianco | d8 re del bianco · b7 pedone del nero · f7 donna del bianco · h7 pedone del bianco · b6 cavallo del nero · f6 pedone del nero · a5 torre del bianco · b5 alfiere del bianco · d5 alfiere del nero · f5 re del nero · h5 cavallo del bianco · h4 pedone del bianco · b3 pedone del nero · f3 pedone del bianco · b2 alfiere del nero · d2 torre del nero · f2 pedone del bianco · e1 torre del bianco | d8 re del bianco · b7 pedone del nero · f7 donna del bianco · h7 pedone del bianco · b6 cavallo del nero · f6 pedone del nero · a5 torre del bianco · b5 alfiere del bianco · d5 alfiere del nero · f5 re del nero · h5 cavallo del bianco · h4 pedone del bianco · b3 pedone del nero · f3 pedone del bianco · b2 alfiere del nero · d2 torre del nero · f2 pedone del bianco · e1 torre del bianco | d8 re del bianco · b7 pedone del nero · f7 donna del bianco · h7 pedone del bianco · b6 cavallo del nero · f6 pedone del nero · a5 torre del bianco · b5 alfiere del bianco · d5 alfiere del nero · f5 re del nero · h5 cavallo del bianco · h4 pedone del bianco · b3 pedone del nero · f3 pedone del bianco · b2 alfiere del nero · d2 torre del nero · f2 pedone del bianco · e1 torre del bianco | d8 re del bianco · b7 pedone del nero · f7 donna del bianco · h7 pedone del bianco · b6 cavallo del nero · f6 pedone del nero · a5 torre del bianco · b5 alfiere del bianco · d5 alfiere del nero · f5 re del nero · h5 cavallo del bianco · h4 pedone del bianco · b3 pedone del nero · f3 pedone del bianco · b2 alfiere del nero · d2 torre del nero · f2 pedone del bianco · e1 torre del bianco | d8 re del bianco · b7 pedone del nero · f7 donna del bianco · h7 pedone del bianco · b6 cavallo del nero · f6 pedone del nero · a5 torre del bianco · b5 alfiere del bianco · d5 alfiere del nero · f5 re del nero · h5 cavallo del bianco · h4 pedone del bianco · b3 pedone del nero · f3 pedone del bianco · b2 alfiere del nero · d2 torre del nero · f2 pedone del bianco · e1 torre del bianco | 3 |
| 2 | d8 re del bianco · b7 pedone del nero · f7 donna del bianco · h7 pedone del bianco · b6 cavallo del nero · f6 pedone del nero · a5 torre del bianco · b5 alfiere del bianco · d5 alfiere del nero · f5 re del nero · h5 cavallo del bianco · h4 pedone del bianco · b3 pedone del nero · f3 pedone del bianco · b2 alfiere del nero · d2 torre del nero · f2 pedone del bianco · e1 torre del bianco | d8 re del bianco · b7 pedone del nero · f7 donna del bianco · h7 pedone del bianco · b6 cavallo del nero · f6 pedone del nero · a5 torre del bianco · b5 alfiere del bianco · d5 alfiere del nero · f5 re del nero · h5 cavallo del bianco · h4 pedone del bianco · b3 pedone del nero · f3 pedone del bianco · b2 alfiere del nero · d2 torre del nero · f2 pedone del bianco · e1 torre del bianco | d8 re del bianco · b7 pedone del nero · f7 donna del bianco · h7 pedone del bianco · b6 cavallo del nero · f6 pedone del nero · a5 torre del bianco · b5 alfiere del bianco · d5 alfiere del nero · f5 re del nero · h5 cavallo del bianco · h4 pedone del bianco · b3 pedone del nero · f3 pedone del bianco · b2 alfiere del nero · d2 torre del nero · f2 pedone del bianco · e1 torre del bianco | d8 re del bianco · b7 pedone del nero · f7 donna del bianco · h7 pedone del bianco · b6 cavallo del nero · f6 pedone del nero · a5 torre del bianco · b5 alfiere del bianco · d5 alfiere del nero · f5 re del nero · h5 cavallo del bianco · h4 pedone del bianco · b3 pedone del nero · f3 pedone del bianco · b2 alfiere del nero · d2 torre del nero · f2 pedone del bianco · e1 torre del bianco | d8 re del bianco · b7 pedone del nero · f7 donna del bianco · h7 pedone del bianco · b6 cavallo del nero · f6 pedone del nero · a5 torre del bianco · b5 alfiere del bianco · d5 alfiere del nero · f5 re del nero · h5 cavallo del bianco · h4 pedone del bianco · b3 pedone del nero · f3 pedone del bianco · b2 alfiere del nero · d2 torre del nero · f2 pedone del bianco · e1 torre del bianco | d8 re del bianco · b7 pedone del nero · f7 donna del bianco · h7 pedone del bianco · b6 cavallo del nero · f6 pedone del nero · a5 torre del bianco · b5 alfiere del bianco · d5 alfiere del nero · f5 re del nero · h5 cavallo del bianco · h4 pedone del bianco · b3 pedone del nero · f3 pedone del bianco · b2 alfiere del nero · d2 torre del nero · f2 pedone del bianco · e1 torre del bianco | d8 re del bianco · b7 pedone del nero · f7 donna del bianco · h7 pedone del bianco · b6 cavallo del nero · f6 pedone del nero · a5 torre del bianco · b5 alfiere del bianco · d5 alfiere del nero · f5 re del nero · h5 cavallo del bianco · h4 pedone del bianco · b3 pedone del nero · f3 pedone del bianco · b2 alfiere del nero · d2 torre del nero · f2 pedone del bianco · e1 torre del bianco | d8 re del bianco · b7 pedone del nero · f7 donna del bianco · h7 pedone del bianco · b6 cavallo del nero · f6 pedone del nero · a5 torre del bianco · b5 alfiere del bianco · d5 alfiere del nero · f5 re del nero · h5 cavallo del bianco · h4 pedone del bianco · b3 pedone del nero · f3 pedone del bianco · b2 alfiere del nero · d2 torre del nero · f2 pedone del bianco · e1 torre del bianco | 2 |
| 1 | d8 re del bianco · b7 pedone del nero · f7 donna del bianco · h7 pedone del bianco · b6 cavallo del nero · f6 pedone del nero · a5 torre del bianco · b5 alfiere del bianco · d5 alfiere del nero · f5 re del nero · h5 cavallo del bianco · h4 pedone del bianco · b3 pedone del nero · f3 pedone del bianco · b2 alfiere del nero · d2 torre del nero · f2 pedone del bianco · e1 torre del bianco | d8 re del bianco · b7 pedone del nero · f7 donna del bianco · h7 pedone del bianco · b6 cavallo del nero · f6 pedone del nero · a5 torre del bianco · b5 alfiere del bianco · d5 alfiere del nero · f5 re del nero · h5 cavallo del bianco · h4 pedone del bianco · b3 pedone del nero · f3 pedone del bianco · b2 alfiere del nero · d2 torre del nero · f2 pedone del bianco · e1 torre del bianco | d8 re del bianco · b7 pedone del nero · f7 donna del bianco · h7 pedone del bianco · b6 cavallo del nero · f6 pedone del nero · a5 torre del bianco · b5 alfiere del bianco · d5 alfiere del nero · f5 re del nero · h5 cavallo del bianco · h4 pedone del bianco · b3 pedone del nero · f3 pedone del bianco · b2 alfiere del nero · d2 torre del nero · f2 pedone del bianco · e1 torre del bianco | d8 re del bianco · b7 pedone del nero · f7 donna del bianco · h7 pedone del bianco · b6 cavallo del nero · f6 pedone del nero · a5 torre del bianco · b5 alfiere del bianco · d5 alfiere del nero · f5 re del nero · h5 cavallo del bianco · h4 pedone del bianco · b3 pedone del nero · f3 pedone del bianco · b2 alfiere del nero · d2 torre del nero · f2 pedone del bianco · e1 torre del bianco | d8 re del bianco · b7 pedone del nero · f7 donna del bianco · h7 pedone del bianco · b6 cavallo del nero · f6 pedone del nero · a5 torre del bianco · b5 alfiere del bianco · d5 alfiere del nero · f5 re del nero · h5 cavallo del bianco · h4 pedone del bianco · b3 pedone del nero · f3 pedone del bianco · b2 alfiere del nero · d2 torre del nero · f2 pedone del bianco · e1 torre del bianco | d8 re del bianco · b7 pedone del nero · f7 donna del bianco · h7 pedone del bianco · b6 cavallo del nero · f6 pedone del nero · a5 torre del bianco · b5 alfiere del bianco · d5 alfiere del nero · f5 re del nero · h5 cavallo del bianco · h4 pedone del bianco · b3 pedone del nero · f3 pedone del bianco · b2 alfiere del nero · d2 torre del nero · f2 pedone del bianco · e1 torre del bianco | d8 re del bianco · b7 pedone del nero · f7 donna del bianco · h7 pedone del bianco · b6 cavallo del nero · f6 pedone del nero · a5 torre del bianco · b5 alfiere del bianco · d5 alfiere del nero · f5 re del nero · h5 cavallo del bianco · h4 pedone del bianco · b3 pedone del nero · f3 pedone del bianco · b2 alfiere del nero · d2 torre del nero · f2 pedone del bianco · e1 torre del bianco | d8 re del bianco · b7 pedone del nero · f7 donna del bianco · h7 pedone del bianco · b6 cavallo del nero · f6 pedone del nero · a5 torre del bianco · b5 alfiere del bianco · d5 alfiere del nero · f5 re del nero · h5 cavallo del bianco · h4 pedone del bianco · b3 pedone del nero · f3 pedone del bianco · b2 alfiere del nero · d2 torre del nero · f2 pedone del bianco · e1 torre del bianco | 1 |
|   | a | b | c | d | e | f | g | h |   |

Soluzione:
1. Tg1 !  (2. Tg5#)
1. ...Axf3+ 2. Ad3# 

1. ...Ae4+/Axf7+/Bc4+ 2. Ad7# 

|   | a | b | c | d | e | f | g | h |   |
| 8 | c8 re del bianco · f7 donna del bianco · b5 pedone del nero · c5 pedone del nero · d5 alfiere del nero · e5 pedone del bianco · h5 pedone del bianco · c4 re del nero · d4 cavallo del bianco · g4 alfiere del bianco · h4 torre del bianco · b3 torre del nero · d3 pedone del nero · e3 pedone del bianco · h3 pedone del bianco · a2 cavallo del bianco | c8 re del bianco · f7 donna del bianco · b5 pedone del nero · c5 pedone del nero · d5 alfiere del nero · e5 pedone del bianco · h5 pedone del bianco · c4 re del nero · d4 cavallo del bianco · g4 alfiere del bianco · h4 torre del bianco · b3 torre del nero · d3 pedone del nero · e3 pedone del bianco · h3 pedone del bianco · a2 cavallo del bianco | c8 re del bianco · f7 donna del bianco · b5 pedone del nero · c5 pedone del nero · d5 alfiere del nero · e5 pedone del bianco · h5 pedone del bianco · c4 re del nero · d4 cavallo del bianco · g4 alfiere del bianco · h4 torre del bianco · b3 torre del nero · d3 pedone del nero · e3 pedone del bianco · h3 pedone del bianco · a2 cavallo del bianco | c8 re del bianco · f7 donna del bianco · b5 pedone del nero · c5 pedone del nero · d5 alfiere del nero · e5 pedone del bianco · h5 pedone del bianco · c4 re del nero · d4 cavallo del bianco · g4 alfiere del bianco · h4 torre del bianco · b3 torre del nero · d3 pedone del nero · e3 pedone del bianco · h3 pedone del bianco · a2 cavallo del bianco | c8 re del bianco · f7 donna del bianco · b5 pedone del nero · c5 pedone del nero · d5 alfiere del nero · e5 pedone del bianco · h5 pedone del bianco · c4 re del nero · d4 cavallo del bianco · g4 alfiere del bianco · h4 torre del bianco · b3 torre del nero · d3 pedone del nero · e3 pedone del bianco · h3 pedone del bianco · a2 cavallo del bianco | c8 re del bianco · f7 donna del bianco · b5 pedone del nero · c5 pedone del nero · d5 alfiere del nero · e5 pedone del bianco · h5 pedone del bianco · c4 re del nero · d4 cavallo del bianco · g4 alfiere del bianco · h4 torre del bianco · b3 torre del nero · d3 pedone del nero · e3 pedone del bianco · h3 pedone del bianco · a2 cavallo del bianco | c8 re del bianco · f7 donna del bianco · b5 pedone del nero · c5 pedone del nero · d5 alfiere del nero · e5 pedone del bianco · h5 pedone del bianco · c4 re del nero · d4 cavallo del bianco · g4 alfiere del bianco · h4 torre del bianco · b3 torre del nero · d3 pedone del nero · e3 pedone del bianco · h3 pedone del bianco · a2 cavallo del bianco | c8 re del bianco · f7 donna del bianco · b5 pedone del nero · c5 pedone del nero · d5 alfiere del nero · e5 pedone del bianco · h5 pedone del bianco · c4 re del nero · d4 cavallo del bianco · g4 alfiere del bianco · h4 torre del bianco · b3 torre del nero · d3 pedone del nero · e3 pedone del bianco · h3 pedone del bianco · a2 cavallo del bianco | 8 |
| 7 | c8 re del bianco · f7 donna del bianco · b5 pedone del nero · c5 pedone del nero · d5 alfiere del nero · e5 pedone del bianco · h5 pedone del bianco · c4 re del nero · d4 cavallo del bianco · g4 alfiere del bianco · h4 torre del bianco · b3 torre del nero · d3 pedone del nero · e3 pedone del bianco · h3 pedone del bianco · a2 cavallo del bianco | c8 re del bianco · f7 donna del bianco · b5 pedone del nero · c5 pedone del nero · d5 alfiere del nero · e5 pedone del bianco · h5 pedone del bianco · c4 re del nero · d4 cavallo del bianco · g4 alfiere del bianco · h4 torre del bianco · b3 torre del nero · d3 pedone del nero · e3 pedone del bianco · h3 pedone del bianco · a2 cavallo del bianco | c8 re del bianco · f7 donna del bianco · b5 pedone del nero · c5 pedone del nero · d5 alfiere del nero · e5 pedone del bianco · h5 pedone del bianco · c4 re del nero · d4 cavallo del bianco · g4 alfiere del bianco · h4 torre del bianco · b3 torre del nero · d3 pedone del nero · e3 pedone del bianco · h3 pedone del bianco · a2 cavallo del bianco | c8 re del bianco · f7 donna del bianco · b5 pedone del nero · c5 pedone del nero · d5 alfiere del nero · e5 pedone del bianco · h5 pedone del bianco · c4 re del nero · d4 cavallo del bianco · g4 alfiere del bianco · h4 torre del bianco · b3 torre del nero · d3 pedone del nero · e3 pedone del bianco · h3 pedone del bianco · a2 cavallo del bianco | c8 re del bianco · f7 donna del bianco · b5 pedone del nero · c5 pedone del nero · d5 alfiere del nero · e5 pedone del bianco · h5 pedone del bianco · c4 re del nero · d4 cavallo del bianco · g4 alfiere del bianco · h4 torre del bianco · b3 torre del nero · d3 pedone del nero · e3 pedone del bianco · h3 pedone del bianco · a2 cavallo del bianco | c8 re del bianco · f7 donna del bianco · b5 pedone del nero · c5 pedone del nero · d5 alfiere del nero · e5 pedone del bianco · h5 pedone del bianco · c4 re del nero · d4 cavallo del bianco · g4 alfiere del bianco · h4 torre del bianco · b3 torre del nero · d3 pedone del nero · e3 pedone del bianco · h3 pedone del bianco · a2 cavallo del bianco | c8 re del bianco · f7 donna del bianco · b5 pedone del nero · c5 pedone del nero · d5 alfiere del nero · e5 pedone del bianco · h5 pedone del bianco · c4 re del nero · d4 cavallo del bianco · g4 alfiere del bianco · h4 torre del bianco · b3 torre del nero · d3 pedone del nero · e3 pedone del bianco · h3 pedone del bianco · a2 cavallo del bianco | c8 re del bianco · f7 donna del bianco · b5 pedone del nero · c5 pedone del nero · d5 alfiere del nero · e5 pedone del bianco · h5 pedone del bianco · c4 re del nero · d4 cavallo del bianco · g4 alfiere del bianco · h4 torre del bianco · b3 torre del nero · d3 pedone del nero · e3 pedone del bianco · h3 pedone del bianco · a2 cavallo del bianco | 7 |
| 6 | c8 re del bianco · f7 donna del bianco · b5 pedone del nero · c5 pedone del nero · d5 alfiere del nero · e5 pedone del bianco · h5 pedone del bianco · c4 re del nero · d4 cavallo del bianco · g4 alfiere del bianco · h4 torre del bianco · b3 torre del nero · d3 pedone del nero · e3 pedone del bianco · h3 pedone del bianco · a2 cavallo del bianco | c8 re del bianco · f7 donna del bianco · b5 pedone del nero · c5 pedone del nero · d5 alfiere del nero · e5 pedone del bianco · h5 pedone del bianco · c4 re del nero · d4 cavallo del bianco · g4 alfiere del bianco · h4 torre del bianco · b3 torre del nero · d3 pedone del nero · e3 pedone del bianco · h3 pedone del bianco · a2 cavallo del bianco | c8 re del bianco · f7 donna del bianco · b5 pedone del nero · c5 pedone del nero · d5 alfiere del nero · e5 pedone del bianco · h5 pedone del bianco · c4 re del nero · d4 cavallo del bianco · g4 alfiere del bianco · h4 torre del bianco · b3 torre del nero · d3 pedone del nero · e3 pedone del bianco · h3 pedone del bianco · a2 cavallo del bianco | c8 re del bianco · f7 donna del bianco · b5 pedone del nero · c5 pedone del nero · d5 alfiere del nero · e5 pedone del bianco · h5 pedone del bianco · c4 re del nero · d4 cavallo del bianco · g4 alfiere del bianco · h4 torre del bianco · b3 torre del nero · d3 pedone del nero · e3 pedone del bianco · h3 pedone del bianco · a2 cavallo del bianco | c8 re del bianco · f7 donna del bianco · b5 pedone del nero · c5 pedone del nero · d5 alfiere del nero · e5 pedone del bianco · h5 pedone del bianco · c4 re del nero · d4 cavallo del bianco · g4 alfiere del bianco · h4 torre del bianco · b3 torre del nero · d3 pedone del nero · e3 pedone del bianco · h3 pedone del bianco · a2 cavallo del bianco | c8 re del bianco · f7 donna del bianco · b5 pedone del nero · c5 pedone del nero · d5 alfiere del nero · e5 pedone del bianco · h5 pedone del bianco · c4 re del nero · d4 cavallo del bianco · g4 alfiere del bianco · h4 torre del bianco · b3 torre del nero · d3 pedone del nero · e3 pedone del bianco · h3 pedone del bianco · a2 cavallo del bianco | c8 re del bianco · f7 donna del bianco · b5 pedone del nero · c5 pedone del nero · d5 alfiere del nero · e5 pedone del bianco · h5 pedone del bianco · c4 re del nero · d4 cavallo del bianco · g4 alfiere del bianco · h4 torre del bianco · b3 torre del nero · d3 pedone del nero · e3 pedone del bianco · h3 pedone del bianco · a2 cavallo del bianco | c8 re del bianco · f7 donna del bianco · b5 pedone del nero · c5 pedone del nero · d5 alfiere del nero · e5 pedone del bianco · h5 pedone del bianco · c4 re del nero · d4 cavallo del bianco · g4 alfiere del bianco · h4 torre del bianco · b3 torre del nero · d3 pedone del nero · e3 pedone del bianco · h3 pedone del bianco · a2 cavallo del bianco | 6 |
| 5 | c8 re del bianco · f7 donna del bianco · b5 pedone del nero · c5 pedone del nero · d5 alfiere del nero · e5 pedone del bianco · h5 pedone del bianco · c4 re del nero · d4 cavallo del bianco · g4 alfiere del bianco · h4 torre del bianco · b3 torre del nero · d3 pedone del nero · e3 pedone del bianco · h3 pedone del bianco · a2 cavallo del bianco | c8 re del bianco · f7 donna del bianco · b5 pedone del nero · c5 pedone del nero · d5 alfiere del nero · e5 pedone del bianco · h5 pedone del bianco · c4 re del nero · d4 cavallo del bianco · g4 alfiere del bianco · h4 torre del bianco · b3 torre del nero · d3 pedone del nero · e3 pedone del bianco · h3 pedone del bianco · a2 cavallo del bianco | c8 re del bianco · f7 donna del bianco · b5 pedone del nero · c5 pedone del nero · d5 alfiere del nero · e5 pedone del bianco · h5 pedone del bianco · c4 re del nero · d4 cavallo del bianco · g4 alfiere del bianco · h4 torre del bianco · b3 torre del nero · d3 pedone del nero · e3 pedone del bianco · h3 pedone del bianco · a2 cavallo del bianco | c8 re del bianco · f7 donna del bianco · b5 pedone del nero · c5 pedone del nero · d5 alfiere del nero · e5 pedone del bianco · h5 pedone del bianco · c4 re del nero · d4 cavallo del bianco · g4 alfiere del bianco · h4 torre del bianco · b3 torre del nero · d3 pedone del nero · e3 pedone del bianco · h3 pedone del bianco · a2 cavallo del bianco | c8 re del bianco · f7 donna del bianco · b5 pedone del nero · c5 pedone del nero · d5 alfiere del nero · e5 pedone del bianco · h5 pedone del bianco · c4 re del nero · d4 cavallo del bianco · g4 alfiere del bianco · h4 torre del bianco · b3 torre del nero · d3 pedone del nero · e3 pedone del bianco · h3 pedone del bianco · a2 cavallo del bianco | c8 re del bianco · f7 donna del bianco · b5 pedone del nero · c5 pedone del nero · d5 alfiere del nero · e5 pedone del bianco · h5 pedone del bianco · c4 re del nero · d4 cavallo del bianco · g4 alfiere del bianco · h4 torre del bianco · b3 torre del nero · d3 pedone del nero · e3 pedone del bianco · h3 pedone del bianco · a2 cavallo del bianco | c8 re del bianco · f7 donna del bianco · b5 pedone del nero · c5 pedone del nero · d5 alfiere del nero · e5 pedone del bianco · h5 pedone del bianco · c4 re del nero · d4 cavallo del bianco · g4 alfiere del bianco · h4 torre del bianco · b3 torre del nero · d3 pedone del nero · e3 pedone del bianco · h3 pedone del bianco · a2 cavallo del bianco | c8 re del bianco · f7 donna del bianco · b5 pedone del nero · c5 pedone del nero · d5 alfiere del nero · e5 pedone del bianco · h5 pedone del bianco · c4 re del nero · d4 cavallo del bianco · g4 alfiere del bianco · h4 torre del bianco · b3 torre del nero · d3 pedone del nero · e3 pedone del bianco · h3 pedone del bianco · a2 cavallo del bianco | 5 |
| 4 | c8 re del bianco · f7 donna del bianco · b5 pedone del nero · c5 pedone del nero · d5 alfiere del nero · e5 pedone del bianco · h5 pedone del bianco · c4 re del nero · d4 cavallo del bianco · g4 alfiere del bianco · h4 torre del bianco · b3 torre del nero · d3 pedone del nero · e3 pedone del bianco · h3 pedone del bianco · a2 cavallo del bianco | c8 re del bianco · f7 donna del bianco · b5 pedone del nero · c5 pedone del nero · d5 alfiere del nero · e5 pedone del bianco · h5 pedone del bianco · c4 re del nero · d4 cavallo del bianco · g4 alfiere del bianco · h4 torre del bianco · b3 torre del nero · d3 pedone del nero · e3 pedone del bianco · h3 pedone del bianco · a2 cavallo del bianco | c8 re del bianco · f7 donna del bianco · b5 pedone del nero · c5 pedone del nero · d5 alfiere del nero · e5 pedone del bianco · h5 pedone del bianco · c4 re del nero · d4 cavallo del bianco · g4 alfiere del bianco · h4 torre del bianco · b3 torre del nero · d3 pedone del nero · e3 pedone del bianco · h3 pedone del bianco · a2 cavallo del bianco | c8 re del bianco · f7 donna del bianco · b5 pedone del nero · c5 pedone del nero · d5 alfiere del nero · e5 pedone del bianco · h5 pedone del bianco · c4 re del nero · d4 cavallo del bianco · g4 alfiere del bianco · h4 torre del bianco · b3 torre del nero · d3 pedone del nero · e3 pedone del bianco · h3 pedone del bianco · a2 cavallo del bianco | c8 re del bianco · f7 donna del bianco · b5 pedone del nero · c5 pedone del nero · d5 alfiere del nero · e5 pedone del bianco · h5 pedone del bianco · c4 re del nero · d4 cavallo del bianco · g4 alfiere del bianco · h4 torre del bianco · b3 torre del nero · d3 pedone del nero · e3 pedone del bianco · h3 pedone del bianco · a2 cavallo del bianco | c8 re del bianco · f7 donna del bianco · b5 pedone del nero · c5 pedone del nero · d5 alfiere del nero · e5 pedone del bianco · h5 pedone del bianco · c4 re del nero · d4 cavallo del bianco · g4 alfiere del bianco · h4 torre del bianco · b3 torre del nero · d3 pedone del nero · e3 pedone del bianco · h3 pedone del bianco · a2 cavallo del bianco | c8 re del bianco · f7 donna del bianco · b5 pedone del nero · c5 pedone del nero · d5 alfiere del nero · e5 pedone del bianco · h5 pedone del bianco · c4 re del nero · d4 cavallo del bianco · g4 alfiere del bianco · h4 torre del bianco · b3 torre del nero · d3 pedone del nero · e3 pedone del bianco · h3 pedone del bianco · a2 cavallo del bianco | c8 re del bianco · f7 donna del bianco · b5 pedone del nero · c5 pedone del nero · d5 alfiere del nero · e5 pedone del bianco · h5 pedone del bianco · c4 re del nero · d4 cavallo del bianco · g4 alfiere del bianco · h4 torre del bianco · b3 torre del nero · d3 pedone del nero · e3 pedone del bianco · h3 pedone del bianco · a2 cavallo del bianco | 4 |
| 3 | c8 re del bianco · f7 donna del bianco · b5 pedone del nero · c5 pedone del nero · d5 alfiere del nero · e5 pedone del bianco · h5 pedone del bianco · c4 re del nero · d4 cavallo del bianco · g4 alfiere del bianco · h4 torre del bianco · b3 torre del nero · d3 pedone del nero · e3 pedone del bianco · h3 pedone del bianco · a2 cavallo del bianco | c8 re del bianco · f7 donna del bianco · b5 pedone del nero · c5 pedone del nero · d5 alfiere del nero · e5 pedone del bianco · h5 pedone del bianco · c4 re del nero · d4 cavallo del bianco · g4 alfiere del bianco · h4 torre del bianco · b3 torre del nero · d3 pedone del nero · e3 pedone del bianco · h3 pedone del bianco · a2 cavallo del bianco | c8 re del bianco · f7 donna del bianco · b5 pedone del nero · c5 pedone del nero · d5 alfiere del nero · e5 pedone del bianco · h5 pedone del bianco · c4 re del nero · d4 cavallo del bianco · g4 alfiere del bianco · h4 torre del bianco · b3 torre del nero · d3 pedone del nero · e3 pedone del bianco · h3 pedone del bianco · a2 cavallo del bianco | c8 re del bianco · f7 donna del bianco · b5 pedone del nero · c5 pedone del nero · d5 alfiere del nero · e5 pedone del bianco · h5 pedone del bianco · c4 re del nero · d4 cavallo del bianco · g4 alfiere del bianco · h4 torre del bianco · b3 torre del nero · d3 pedone del nero · e3 pedone del bianco · h3 pedone del bianco · a2 cavallo del bianco | c8 re del bianco · f7 donna del bianco · b5 pedone del nero · c5 pedone del nero · d5 alfiere del nero · e5 pedone del bianco · h5 pedone del bianco · c4 re del nero · d4 cavallo del bianco · g4 alfiere del bianco · h4 torre del bianco · b3 torre del nero · d3 pedone del nero · e3 pedone del bianco · h3 pedone del bianco · a2 cavallo del bianco | c8 re del bianco · f7 donna del bianco · b5 pedone del nero · c5 pedone del nero · d5 alfiere del nero · e5 pedone del bianco · h5 pedone del bianco · c4 re del nero · d4 cavallo del bianco · g4 alfiere del bianco · h4 torre del bianco · b3 torre del nero · d3 pedone del nero · e3 pedone del bianco · h3 pedone del bianco · a2 cavallo del bianco | c8 re del bianco · f7 donna del bianco · b5 pedone del nero · c5 pedone del nero · d5 alfiere del nero · e5 pedone del bianco · h5 pedone del bianco · c4 re del nero · d4 cavallo del bianco · g4 alfiere del bianco · h4 torre del bianco · b3 torre del nero · d3 pedone del nero · e3 pedone del bianco · h3 pedone del bianco · a2 cavallo del bianco | c8 re del bianco · f7 donna del bianco · b5 pedone del nero · c5 pedone del nero · d5 alfiere del nero · e5 pedone del bianco · h5 pedone del bianco · c4 re del nero · d4 cavallo del bianco · g4 alfiere del bianco · h4 torre del bianco · b3 torre del nero · d3 pedone del nero · e3 pedone del bianco · h3 pedone del bianco · a2 cavallo del bianco | 3 |
| 2 | c8 re del bianco · f7 donna del bianco · b5 pedone del nero · c5 pedone del nero · d5 alfiere del nero · e5 pedone del bianco · h5 pedone del bianco · c4 re del nero · d4 cavallo del bianco · g4 alfiere del bianco · h4 torre del bianco · b3 torre del nero · d3 pedone del nero · e3 pedone del bianco · h3 pedone del bianco · a2 cavallo del bianco | c8 re del bianco · f7 donna del bianco · b5 pedone del nero · c5 pedone del nero · d5 alfiere del nero · e5 pedone del bianco · h5 pedone del bianco · c4 re del nero · d4 cavallo del bianco · g4 alfiere del bianco · h4 torre del bianco · b3 torre del nero · d3 pedone del nero · e3 pedone del bianco · h3 pedone del bianco · a2 cavallo del bianco | c8 re del bianco · f7 donna del bianco · b5 pedone del nero · c5 pedone del nero · d5 alfiere del nero · e5 pedone del bianco · h5 pedone del bianco · c4 re del nero · d4 cavallo del bianco · g4 alfiere del bianco · h4 torre del bianco · b3 torre del nero · d3 pedone del nero · e3 pedone del bianco · h3 pedone del bianco · a2 cavallo del bianco | c8 re del bianco · f7 donna del bianco · b5 pedone del nero · c5 pedone del nero · d5 alfiere del nero · e5 pedone del bianco · h5 pedone del bianco · c4 re del nero · d4 cavallo del bianco · g4 alfiere del bianco · h4 torre del bianco · b3 torre del nero · d3 pedone del nero · e3 pedone del bianco · h3 pedone del bianco · a2 cavallo del bianco | c8 re del bianco · f7 donna del bianco · b5 pedone del nero · c5 pedone del nero · d5 alfiere del nero · e5 pedone del bianco · h5 pedone del bianco · c4 re del nero · d4 cavallo del bianco · g4 alfiere del bianco · h4 torre del bianco · b3 torre del nero · d3 pedone del nero · e3 pedone del bianco · h3 pedone del bianco · a2 cavallo del bianco | c8 re del bianco · f7 donna del bianco · b5 pedone del nero · c5 pedone del nero · d5 alfiere del nero · e5 pedone del bianco · h5 pedone del bianco · c4 re del nero · d4 cavallo del bianco · g4 alfiere del bianco · h4 torre del bianco · b3 torre del nero · d3 pedone del nero · e3 pedone del bianco · h3 pedone del bianco · a2 cavallo del bianco | c8 re del bianco · f7 donna del bianco · b5 pedone del nero · c5 pedone del nero · d5 alfiere del nero · e5 pedone del bianco · h5 pedone del bianco · c4 re del nero · d4 cavallo del bianco · g4 alfiere del bianco · h4 torre del bianco · b3 torre del nero · d3 pedone del nero · e3 pedone del bianco · h3 pedone del bianco · a2 cavallo del bianco | c8 re del bianco · f7 donna del bianco · b5 pedone del nero · c5 pedone del nero · d5 alfiere del nero · e5 pedone del bianco · h5 pedone del bianco · c4 re del nero · d4 cavallo del bianco · g4 alfiere del bianco · h4 torre del bianco · b3 torre del nero · d3 pedone del nero · e3 pedone del bianco · h3 pedone del bianco · a2 cavallo del bianco | 2 |
| 1 | c8 re del bianco · f7 donna del bianco · b5 pedone del nero · c5 pedone del nero · d5 alfiere del nero · e5 pedone del bianco · h5 pedone del bianco · c4 re del nero · d4 cavallo del bianco · g4 alfiere del bianco · h4 torre del bianco · b3 torre del nero · d3 pedone del nero · e3 pedone del bianco · h3 pedone del bianco · a2 cavallo del bianco | c8 re del bianco · f7 donna del bianco · b5 pedone del nero · c5 pedone del nero · d5 alfiere del nero · e5 pedone del bianco · h5 pedone del bianco · c4 re del nero · d4 cavallo del bianco · g4 alfiere del bianco · h4 torre del bianco · b3 torre del nero · d3 pedone del nero · e3 pedone del bianco · h3 pedone del bianco · a2 cavallo del bianco | c8 re del bianco · f7 donna del bianco · b5 pedone del nero · c5 pedone del nero · d5 alfiere del nero · e5 pedone del bianco · h5 pedone del bianco · c4 re del nero · d4 cavallo del bianco · g4 alfiere del bianco · h4 torre del bianco · b3 torre del nero · d3 pedone del nero · e3 pedone del bianco · h3 pedone del bianco · a2 cavallo del bianco | c8 re del bianco · f7 donna del bianco · b5 pedone del nero · c5 pedone del nero · d5 alfiere del nero · e5 pedone del bianco · h5 pedone del bianco · c4 re del nero · d4 cavallo del bianco · g4 alfiere del bianco · h4 torre del bianco · b3 torre del nero · d3 pedone del nero · e3 pedone del bianco · h3 pedone del bianco · a2 cavallo del bianco | c8 re del bianco · f7 donna del bianco · b5 pedone del nero · c5 pedone del nero · d5 alfiere del nero · e5 pedone del bianco · h5 pedone del bianco · c4 re del nero · d4 cavallo del bianco · g4 alfiere del bianco · h4 torre del bianco · b3 torre del nero · d3 pedone del nero · e3 pedone del bianco · h3 pedone del bianco · a2 cavallo del bianco | c8 re del bianco · f7 donna del bianco · b5 pedone del nero · c5 pedone del nero · d5 alfiere del nero · e5 pedone del bianco · h5 pedone del bianco · c4 re del nero · d4 cavallo del bianco · g4 alfiere del bianco · h4 torre del bianco · b3 torre del nero · d3 pedone del nero · e3 pedone del bianco · h3 pedone del bianco · a2 cavallo del bianco | c8 re del bianco · f7 donna del bianco · b5 pedone del nero · c5 pedone del nero · d5 alfiere del nero · e5 pedone del bianco · h5 pedone del bianco · c4 re del nero · d4 cavallo del bianco · g4 alfiere del bianco · h4 torre del bianco · b3 torre del nero · d3 pedone del nero · e3 pedone del bianco · h3 pedone del bianco · a2 cavallo del bianco | c8 re del bianco · f7 donna del bianco · b5 pedone del nero · c5 pedone del nero · d5 alfiere del nero · e5 pedone del bianco · h5 pedone del bianco · c4 re del nero · d4 cavallo del bianco · g4 alfiere del bianco · h4 torre del bianco · b3 torre del nero · d3 pedone del nero · e3 pedone del bianco · h3 pedone del bianco · a2 cavallo del bianco | 1 |
|   | a | b | c | d | e | f | g | h |   |

Soluzione:
Tentativo: 1. Af3/e6? ...d2! - 1. Cf3? ...Tb2!
1. Cf5 ! 

1. ...Axf7  2. Af3# 

1. ...Tb2/b1/b4/a3/c3  2. Ad1# 

1. ...b4   2. Cd6# 